# Philippe-François-Joseph Le Bas
Philippe-François-Joseph Le Bas (Frévent, 4 novembre 1764 – Parigi, 28 luglio 1794) è stato un politico francese.
Sposò Élisabeth Duplay (1772-1859), sorella di Éléonore Duplay, e dalla loro unione nacque Philippe Le Bas (1794-1860).

## Biografia
Le Bas fu, insieme a Louis Saint-Just e Georges Couthon, uno degli uomini più vicini a Maximilien de Robespierre nel periodo del Terrore. Egli condividerà con Robespierre le ultime ore, ma si suicidò con un colpo di pistola in bocca nella notte seguente al colpo di Stato del 9 termidoro, mentre le truppe della Convenzione facevano irruzione all'Hotel de Ville. Venne seppellito nel vecchio cimitero di Saint-Paul-des-Champs.